# Freeganisme

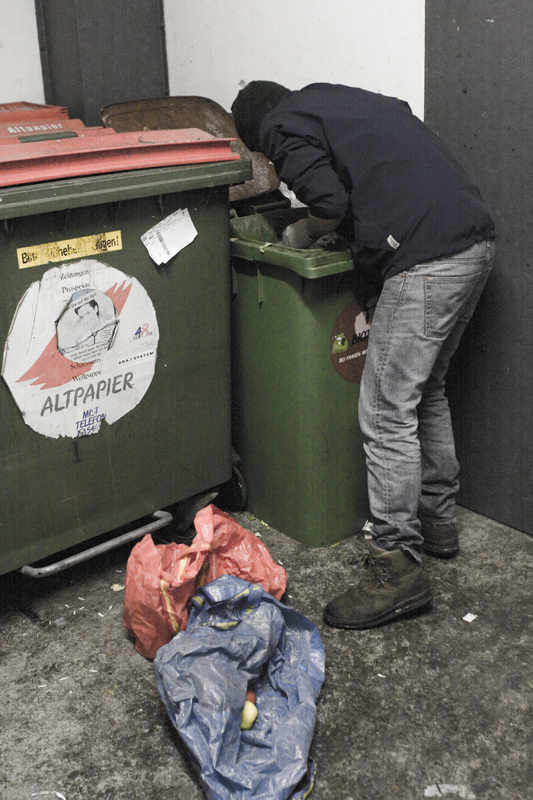
Un freegan mentre fa una recollida d'un contenidor

El freeganisme (en anglès freeganism) és un estil de vida alternatiu i anticonsumista, que comporta consumir de tot allò que ha estat rebutjat per al consum, tot creant xarxes de suport que en facilitin l'elecció; i així denunciar el malbaratament d'aliments i la contaminació generada pels residus. La paraula "freegan" és un mot creuat de "free" ('lliure') i "vegà"; no tots els freegans són vegans, però la ideologia del veganisme és inherent al freeganisme. El freeganisme va començar a mitjans de la dècada de 1990, de l'antiglobalització i els moviments ecologistes. El moviment també té arrels en Diggers, un grup de teatre de carrer anarquista del districte d'Haight-Ashbury a San Francisco en la dècada de 1960, que va repartir aliments recollits.
El freeganisme "abraça la comunitat, la generositat, la preocupació social, la llibertat, la cooperació i l'intercanvi en oposició a una societat basada en el materialisme, l'apatia moral, la competència, la conformitat i la cobdícia".
S'ha criticat que el terme s'ha usat sovint com a eina de normalització i romantització de la pobresa.